# Wakita Nanako
Wakita Nanako (脇田菜々子 (Hiếp Điền Thái Thái Tử)) sinh ngày 7 tháng 3 năm 1997 tại Ichinomiya, Aichi, Nhật Bản là một Nữ Lưu kì sĩ trực thuộc Liên đoàn Shogi Nhật Bản với số hiệu Nữ Lưu là 66. Cô là môn hạ của Nakada Shoudou Thất đẳng, từng là học sinh ở trường Cao trung Ichinomiya Minami tỉnh Aichi và đã tốt nghiệp Đại học Meijo.

## Sự nghiệp kì thủ

### Trở thành Nữ Lưu kì sĩ
Cô bắt đầu học chơi Shogi với những người bạn thời thơ ấu khi đang học lớp 1 Tiểu học. Wakita, cùng với Nakazawa Saya (cùng tới từ Ichinomiya, Aichi, học cùng lớp và cùng tốt nghiệp Đại học Meijo, sau này cũng trở thành Nữ Lưu kì sĩ) đã tham gia cùng nhau những lớp học cờ, và là bạn thân của nhau. Khi cô học năm nhất của Sơ trung (tương đương với Trung học cơ sở ở Việt Nam), cô tham gia Nghiên Tu hội ở Tōkai, Aichi.
Vào năm 2013, khi là học sinh năm nhất của Cao trung (tương đương với Trung học Phổ thông ở Việt Nam), cô đứng đầu ở hạng đấu dành cho nữ ở giải Cao trung Tân nhân lần thứ 21 (mà người về nhì là bạn thân của Wakita - Nakazawa Saya).
Wakita đã đặt mục tiêu trở thành một Nữ Lưu kì sĩ khi học Cao trung, tuy nhiên lại thiếu một ván thắng nữa để được thăng cấp, từ đó cô cũng rút lui tạm thời khỏi luyện tập để học lên đại học. Khi là sinh viên năm hai - năm ba, cô chiến thắng liên tiếp hai kì Đại học Danh Nhân chiến, hạng đấu Nữ Lưu (năm 2016 - kì 37 và năm 2017 - kì 38).
Tháng 2 năm 2018, cô một lần nữa tham gia Nghiên Tu hội ở Tokai, và vào tháng 11 cùng năm, cô đã được thăng lên B2 - điều đó đồng nghĩa với việc đủ điều kiện để trở thành một Nữ Lưu kì sĩ (theo điều lệ thăng cấp Nữ Lưu kì sĩ vào tháng 4/2018), với mức xuất phát là Nữ Lưu Nhị cấp.
Cô trở thành Nữ Lưu kì sĩ khi đang là sinh viên năm tư của Đại học Meijo, và vào ngày 1/11/2018 - Wakita Nanako chính thức có mặt trong danh sách những Nữ Lưu kì sĩ đang hoạt động của Liên đoàn Shogi Nhật Bản, trực thuộc vùng Kansai.

### Dưới tư cách một Nữ Lưu kì sĩ
Ngày 6 tháng 2 năm 2019, cô đánh bại Yamaguchi Emina tại trận bán kết, giai đoạn Sơ loại của Nữ Lưu Danh Nhân chiến kì thứ 46, từ đó đạt đủ điều kiện "Lọt vào trận Chung kết Sơ loại của Nữ Lưu Danh Nhân chiến" để được thăng lên Nữ Lưu Nhất cấp.
Cũng trong năm 2019, cô đã có thành tích 17 trận thắng - 9 trận thua ở các giải chính thức, từ đó được thăng cấp lên Nữ Lưu Sơ đẳng vào ngày 1/4/2020 khi đạt điều kiện "Thắng ít nhất 8 ván trong cùng 1 năm dương lịch"
Trên trang blog cá nhân của mình, Wakita Nanako đã thông báo về việc mình sẽ đầu quân cho phái Kanto từ ngày 1 tháng 8 năm 2022.
Chiến pháp cô thích sử dụng là Cư Phi Xa.

## Đời sống cá nhân
- Cô đã từng mơ ước trở thành một Nữ Lưu kì sĩ từ năm 2009, nhưng chỉ chính thức theo đuổi một cách nghiêm túc vào năm 2017 sau khi chiến thắng giải Đại học Danh Nhân chiến. Lý do cho điều này, Wakita giải thích do cô ngưỡng mộ Kato Momoko.[4][5]
- Sở thích của cô là karaoke và đi mua sắm.[15]
- Biệt danh của cô là [わきにゃん - Wakinyan][16]

## Lịch sử thăng cấp
- 2/2018: Nhập hội Nghiên Tu ở Tokai
- 11/8/2018: Thăng lên cấp B2 ở hội Nghiên Tu.[17]
- 24/9/2018: Hoàn thành 48 ván đấu luyện tập và đủ điều kiện để yêu cầu trở thành Nữ Lưu kì sĩ[15]
- 1/11/2018: Nữ Lưu Nhị cấp
- 6/2/2019: Nữ Lưu Nhất cấp (Lọt vào trận Chung kết Sơ loại của Nữ Lưu Danh Nhân chiến)
- 1/4/2020: Nữ Lưu Sơ đẳng (Thắng đủ 8 ván trong cùng 1 năm)